# Herbert Flemming

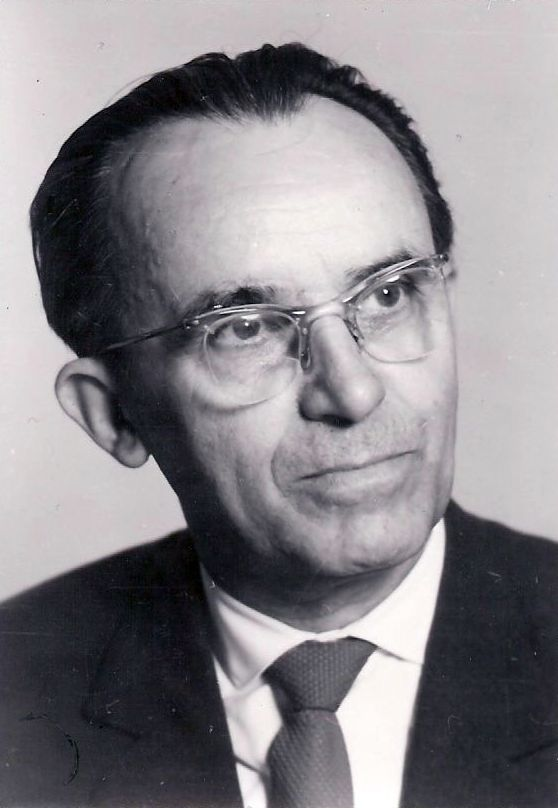
Herbert Flemming, deutscher Ingenieur und Hochschullehrer für Holztechnik und Faserwerkstofftechnik

Herbert Flemming (* 6. Februar 1903 in Globenstein im Erzgebirge; † 3. November 1966 in Dresden) war ein deutscher Ingenieur und Hochschullehrer für Holztechnik und Faserwerkstofftechnik.

## Leben
Herbert Flemming wurde am 6. Februar 1903 in Globenstein im Erzgebirge geboren. Nach seinem Schulbesuch mit Abitur in Bautzen widmete er sich von 1921 bis 1926 an der Technischen Hochschule Dresden (TH Dresden) dem Studium des Maschinenbaus mit besonderer Vertiefung in der Holztechnologie und Papiertechnik. Seine Lehrer waren Ewald Sachsenberg, Edwin Meister und Alois Herzog. 1926 diplomierte er dort zum Thema „Untersuchungen der Schnittgüte von Kreissägeschnitten“. Ab 1930 arbeitete er in der elterlichen Firma Carl Ludwig Flemming Holzwarenfabrik in Globenstein, machte dort Versuche an den Kreissägen, entwickelte Klappmöbel und auch das noch heute verwendete Firmenlogo.
Im Jahre 1934 wurde Flemming an der TH Dresden mit der Arbeit „Beitrag zur Bestimmung der Oberflächengüte“ bei Edwin Meister am Institut für Papiertechnik promoviert. Die Arbeit geht zurück auf Schnittgüteuntersuchungen an Holz, die Herbert Flemming auf Anregung von Ewald Sachsenberg für dessen Lehrstuhl ausgeführt hat. Von 1934 bis 1939 war er dann als Sicherheitsingenieur bei der Sächsischen und Norddeutschen Holzberufsgenossenschaft tätig. Bei dieser Gelegenheit lernte er über 1000 Holzverarbeitungsbetriebe kennen und verschaffte sich damit einen Überblick über die Vielfältigkeit der Holztechnologie.
Weitere verantwortliche Tätigkeiten in der Industrie und Wirtschaft folgten, bis Flemming 1951 an den Lehrstuhl für Mechanische Holztechnologie der Fakultät für Forstwirtschaft der TH Dresden nach Tharandt berufen wurde, um die dort offene Professur für Mechanische Holztechnologie wahrzunehmen. 1952 erfolgten dann die zusätzliche Ernennung zum Direktor des neu gegründeten Instituts für Holztechnologie und Faserbaustoffe (IHF) in Dresden, dem heutigen Institut für Holztechnologie Dresden gemeinnützige GmbH (IHD), und 1954 die Berufung zum ordentlichen Professor mit Lehrstuhl in Tharandt.
Am 1. April 1955 wurde der Lehrstuhl für Mechanische Holztechnologie an der Fakultät für Technologie der TH Dresden gegründet, mit dessen Leitung Flemming beauftragt wurde. Damit konnte auf seine Initiative erstmals in Deutschland die Ausbildung von Diplomingenieurinnen und -ingenieuren für die Holzindustrie in Angriff genommen werden. Seine Ernennung zum ordentlichen Professor mit Lehrstuhl für Holz- und Faserwerkstofftechnik an der Fakultät Technologie der TH Dresden fand 1960 statt, und er wurde gleichzeitig Direktor des neu gegründeten Instituts für Holz- und Faserwerkstofftechnik. 1963 erfolgte auf Flemmings Initiative der Zusammenschluss der Fachrichtung Holz- und Faserwerkstofftechnik mit der Fachrichtung Plastverarbeitung zum Institut für Holz- und Plasttechnik, dessen Direktor er bis zu seinem Tode war. Um sich stärker seinen Verpflichtungen an der Universität widmen zu können, übergab er im Jahre 1965 die Leitung des damaligen Zentralinstituts für Holztechnologie an Günter Langendorf, seinen bisherigen Stellvertreter.
Am 3. November 1966 starb Herbert Flemming unerwartet kurz nach der 3. Wissenschaftlich-Technischen Tagung „Holztechnologie“ der Kammer der Technik der DDR, die er maßgeblich vorbereitet hatte und deren Leitung in seinen Händen lag. Die Trauerfeier fand am 11. November 1966 im Krematorium Dresden-Tolkewitz statt.
Flemming war mit Hanna Flemming (geb. Frotscher) verheiratet und hatte drei Kinder.

## Verdienste
Neben seinen erfolgreichen Bemühungen, das Gebiet der Holztechnik wissenschaftlich zu durchdringen, gehörte sein Hauptaugenmerk der Schaffung holzanaloger Werkstoffe, u. a. um dem damaligen Missverhältnis zwischen Holzaufkommen und -bedarf zu entgegnen. Ein Ergebnis dieser Bemühungen waren die neuartigen Werkstoffe Glagit (Verbundwerkstoff aus Gips und Glasfasern), Glakresit (Verbundwerkstoff aus Glasfasern und Phenolformaldehydharz) und Neptunit (Asbestbasierte Feuerschutzplatte), die im Bauwesen, Maschinen- und Schiffsbau erfolgreich eingesetzt wurden. Unter anderem für die Glakresit-Entwicklung erhielt er 1953 die Auszeichnung Verdienter Techniker des Volkes.
Flemming beschäftigte sich bereits damals mit der sinnvollen Kombination von Holz mit Kunststoff (z. B. Mitteldichte Faserplatten mit Meladur-Beschichtung) und dem strukturellen Aufbau makromolekularer Stoffe.
Bereits in den 1950er-Jahren wurde an Substituten für Asbestfasern und zu asbestfreien Baustoffen geforscht. Die Ergebnisse waren ihrer Zeit voraus – sie wurden erst in den 1970er-Jahren wieder aufgegriffen.
Neben seiner ehrenamtlichen Tätigkeit in vielen wissenschaftlichen Fachgremien, z. B. als Vorsitzender des Zentralen Arbeitskreises Holztechnologie beim Staatssekretariat für Forschung und Entwicklung der DDR, als Vorstandsmitglied des Fachverbandes Holz/Papier/Polygraphie sowie als Vorsitzender des Fachausschusses Holz der Kammer der Technik der DDR, muss unbedingt sein Engagement für die Fachzeitschrift „Holztechnologie“ genannt werden, die er 1960 ins Leben gerufen hat und deren Entwicklung sein besonderes Augenmerk galt.
Flemming setzte sich immer für eine methodenorientierte Studentenausbildung auf der Grundlage eines soliden mathematisch-naturwissenschaftlichen und technischen Grundwissens ein und sah die Grundlagenforschung zu Struktur-Eigenschafts-Beziehungen stets als Basis für die angewandte und Industrieforschung (sog. Flemmingscher Weg). Stets war er bemüht, aktuelle Forschungsergebnisse in die Lehrinhalte einfließen und wissenschaftliche Zusammenhänge komplex betrachten zu lassen. Zu seinen größten Verdiensten gehört die maßgebliche Mitgestaltung der Holzforschung in der damaligen DDR und mit der Lehrstuhlgründung die Schaffung des Fundaments für eine erfolgreiche und andauernde Ausbildung von Diplomingenieurinnen und -ingenieuren für Holz- und Faserwerkstofftechnik an der TU Dresden, die heute auf weit über ein halbes Jahrhundert zurückblicken kann.

## Herbert-Flemming-Preis
In Andenken an Herbert Flemming wird seit 2003 vom Verein akademischer Holzingenieure an der TU Dresden e. V. (VAH) alle zwei Jahre der mit 1.500 € dotierte Herbert-Flemming-Preis für herausragende studentische Arbeiten vergeben. Die Arbeiten sollen in Verbindung mit dem heutigen Lehrstuhl für Holztechnik und Faserwerkstofftechnik am ehemaligen Institut für Holz- und Papiertechnik und nun am Institut für Naturstofftechnik der TU Dresden stehen.